# Giovanni da Amelia
Giovanni da Amelia, o anche Amedeo (Amelia, 1309 – Genova, 11 gennaio 1386 o dicembre 1385), fu un cardinale e arcivescovo italiano che, avendo cospirato contro papa Urbano VI insieme ad altri cinque cardinali, venne incarcerato, torturato e giustiziato.

## Biografia
Giovanni (o Amedeo) si addottorò in diritto, divenendo cappellano pontificio. Teologo e grande oratore, fu uditore presso il Tribunale della Sacra Rota.
Il 15 febbraio 1376 fu nominato arcivescovo di Corfù, carica che tenne per due anni.
Nel concistoro del 18 settembre 1378 papa Urbano VI lo nominò cardinale con il titolo di Santa Sabina.
Mentre papa Urbano VI si era rifugiato a Nocera, nel castello del Parco, ove fu posto sotto assedio dalle truppe di Carlo di Durazzo, i suoi stessi cardinali pensarono di deporlo, incoraggiati anche dal giudizio favorevole a tale iniziativa, del giurista Bartolino da Piacenza. Si formò una congiura per attirare con un tranello il papa, catturarlo, deporlo e giustiziarlo. I congiurati, oltre al d'Amelia, erano i cardinali: Gentile di Sangro, Adam Easton, O.S.B., Ludovico da Venezia, O.Min., Bartolomeo da Cogorno, O.Min. e Marino del Giudice e l'azione avrebbe dovuto aver luogo il 13 gennaio 1385. Tuttavia il papa fu avvertito dal cardinale Tommaso Orsini e quando i congiurati giunsero al castello, furono arrestati e torturati e quindi deposti e sostituiti.
Grazie all'intervento delle truppe degli Orsini, papa Urbano VI riuscì a fuggire, portandosi appresso i prigionieri, dal castello di Nocera, raggiungere Paestum e di lì, via mare, giungere a Genova, ove i congiurati, con la sola eccezione del cardinale Adam Easton, a favore del quale intervenne il re d'Inghilterra, Riccardo II, vennero giustiziati nel dicembre 1385 (o l'11 gennaio 1386).